# Reptile (personaggio)
Syzoth alias Reptile, è un personaggio immaginario della serie di videogiochi Mortal Kombat. Creato da John Tobias ed Ed Boon per la Midway Games, Reptile debuttò già dal primo Mortal Kombat come nemico nascosto, apparendo poi in svariati titoli successivi come personaggio giocabile; Reptile è inoltre apparso in prodotti di merchandise, pellicole cinematografiche, serie televisive e fumetti derivati dal videogioco. A partire da Mortal Kombat 4, Reptile è stato doppiato da Dan Forden.
Reptile è un sauride, appartenente a una razza rettiliana antropomorfa del Outworld, pressoché estinta, serve in maniera ricorrente Shao Kahn, l'antagonista della serie, con la speranza che questi possa un domani far risorgere la sua specie.
Reptile è stato proposto praticamente in ogni capitolo della serie, anche se con presupposti diversi e, fino al gioco del 2011, ancora non è stato ripagato dei propri sforzi.
L'accoglienza critica del personaggio è stata sempre molto positiva, con varie pubblicazioni dedicategli che hanno mostrato apprezzamento per la sua curata evoluzione, dal suo debutto come personaggio nascosto alle versioni più recenti.

## Concezione e sviluppo

### Prima ideazione
Incluso nel primo gioco di sempre della serie durante le ultime fasi dello sviluppo, il personaggio di Reptile fu ideato da Boon mentre questi stava facendo ritorno in macchina al lavoro dopo aver pranzato; soddisfatti della ben riuscita operazione di palette swap (tecnica con la quale si cambiavano i colori dei disegni) utilizzata per creare da un solo set di sprite digitalizzati i due personaggi di Scorpion e Sub-Zero, Boon e Tobias decisero quindi di inserire una "modalità nascosta super-segreta" in Mortal Kombat; l'ideazione del personaggio durò una sola serata e portò semplicemente a una versione più forte di Scorpion o Sub-Zero, unendo le tecniche di entrambi. Questa scelta abbastanza casuale portò alla creazione finale del personaggio: proprio perché padroneggiava le tecniche di entrambi i personaggi sopraccitati, si scelse di attribuirgli la colorazione di entrambi, ovvero il verde risultante dall'unione del giallo e dal blu dei due personaggi. Il nome Reptile arrivò alla fine del lavoro proprio a causa del colore adottato. L'inserimento tardivo di Reptile non fu altro che una trovata commerciale ben riuscita: gli ideatori speravano che, date le condizioni particolarmente difficili per incontrarlo, si creassero tra i giocatori voci di corridoio che apportassero notorietà alla serie e inducessero il pubblico a giocare maggiormente alla versione da sala giochi. In ogni caso, il personaggio non fu incluso fino alla versione 3.0 del gioco.

### Aspetto
Reptile è uno dei personaggi che più ha subito un cambiamento di aspetto durante l'evoluzione della serie. A causa della sua nascita di palette swap di Scorpion e Sub-Zero, era pressoché identico a questi, ovvero un umano alto e chiaro di pelle in vesti ninja con le distintive parti verdi su braccia, petto, cinta e gambe; anche il volto era coperto da una maschera ninja con fasciatura sulla bocca verde, in modo da nascondere la sua natura di rettiliano. Nondimeno, già da Mortal Kombat II il personaggio toglie la maschera per sputare acido o eseguire la sua fatality.
In Mortal Kombat 4 avviene un'importante svolta, con un totale ridisegno di Reptile, raffigurato questa volta con sembianze molto più rettiliane: oltre al muso da rettile, le mani divengono artigliate e le zampe assumono una forma tridattile; è probabile che gli autori s'ispirarono all'aspetto del dinosauroide concepito dal noto paleontologo canadese Dale Russell. A partire da Deadly Alliance, Reptile mostra una testa totalmente da rettile, nonché una coda ed il suo corpo è coperto con una corazza dorata e nera; speroni ossei fuoriescono sin dal cranio per tutta la spina dorsale, fino alla coda. Ed Boon descrisse i cambiamenti dello stile estetico di Reptile nel corso dei due giochi come il risultato di una volontà degli sviluppatori di farlo "evolvere in un personaggio più importante".
L'aspetto di Reptile in Shaolin Monks e nei capitoli successivi sembra essere, invece, una commistione dei tre precedenti disegni, a causa dell'intenzione del character designer Mark Lappin, di conferire al Sauriano un aspetto che coniugasse classicità e innovazione: il corpo richiama quello di Mortal Kombat 4, mentre il vestiario si rifà a quello originale di Mortal Kombat, con zampe e armatura provenienti da Deadly Alliance; in aggiunta, le strisce nere del vestito coprono il corpo ma lasciano scoperti occhi e bocca.

## Storia
Sull'Isola di Shang Tsung vive una creatura umanoide, conosciuta col semplice nome di Reptile, che cela la sua vera natura, quella di orribile creatura creduta estinta migliaia di anni fa, sotto le spoglie di un ninja dal costume verde. Guardia del corpo dello stregone, Reptile appare poche volte nel primo torneo, mantenendo per lo più un atteggiamento difensivo. Nel secondo torneo, l'inafferrabile Reptile opera nell'ombra contro tutti coloro che vogliono ostacolare i piani del suo padrone, vale a dire Shao Kahn. Reptile vive sempre nella speranza che il suo sovrano possa un giorno far resuscitare la sua razza estinta oramai da miliardi di anni di cui egli è l'unico superstite insieme a Khameleon.
In Mortal Kombat 3, quale fedele servo dell'Imperatore, riceve l'ordine dallo stesso Shao Kahn di assistere Jade nella cattura della figlia adottiva Kitana, condannata dall'Alta Corte Suprema di Outworld per tradimento in quanto colpevole di aver ucciso la "sorella gemella" Mileena; in contrasto con gli ordini trasmessi alla sua compagna, però, Reptile ha l'ordine di fermare la principessa rinnegata ad ogni costo, anche se questo dovesse significare la sua morte.
Dopo la sconfitta di Shao Kahn, Reptile si rifugia nel regno di Edenia e, allorché Shinnok conquista quelle terre, il ninja si unisce alle sue truppe malvagie; i suoi grandi poteri e le sue abilità di assassino a sangue freddo gli valgono il favore di Shinnok, che lo nomina recluta nel suo esercito tenebroso.
Sconfitto Shinnok, è il turno dell'Alleanza Mortale: in questo capitolo Reptile la contrasta, perché Shao Kahn viene ucciso brutalmente da Quan Chi e Shang Tsung; pieno di rabbia, alla fine viene assoldato da Nitara, una vampira delle terre di Outworld, per recuperare insieme a Cyrax una speciale sfera che si trova in un vulcano la quale, una volta distrutta, spezzerebbe ogni legame tra Outworld e le terre originarie di Nitara.
Impegnato in battaglia, Reptile ritorna nel punto descritto da Nitara, ma non vi trova nessuno e si sente tradito, e perciò vorrebbe vendicarsi contro Nitara, ma la sua attenzione si sposta su uno strano ed enorme uovo; quando il ninja si avvicina, l'uovo si schiude e un raggio colpisce le membra di Reptile facendolo girare vorticosamente e trasformando il suo corpo nel "recipiente" per contenere lo spirito del defunto Re Dragone Onaga, il degno sovrano di Outworld; questi verrà successivamente sconfitto da Shujinko, e Reptile potrà riprendersi il suo precedente corpo.
In Mortal Kombat: Armageddon, il ninja compare nel covo del clan del Dragone Rosso, durante l'attacco di Taven; probabilmente, il suo DNA è stato utilizzato per creare i draghi rossi utilizzati dall'organizzazione; Reptile viene sconfitto dal guerriero edeniano prima di riuscire a fuggire da quel luogo. Combatte successivamente nella battaglia tra le Forze della Luce e quelle dell'Oscurità, parteggiando per queste ultime ma venendo ucciso. Nel suo finale, si scopre che, all'interno della Piramide di Argus, è presente il sarcofago di una rettiliana.
In Mortal Kombat (2011) Reptile è il primo nemico da affrontare nella modalità Storia, e viene combattuto da diversi personaggi nel corso della medesima; nel suo finale egli uccide Shao Kahn e diventa un guerriero temuto da tutti, costringendo Shang Tsung a rigenerare la sua razza Zaterra. Dopo molti mesi, finalmente la sua armata è pronta a servirlo e ad uccidere ogni Tarkata, Centauro o Shokan che osi mettersi sul suo cammino.
In Mortal Kombat X torna come servitore di Kotal Kahn.
Nella nuova linea temporale in Mortal Kombat 1, Syzoth ritorna ma questa volta nelle vesti di un personaggio positivo. Si tratta dell'unico zaterrano capace di cambiare forma da lucertola gigante a essere umano, per questo quindi bandito dalla sua gente. Shang Tsung poi rapirà la sua famiglia e rendendolo servo con la minaccia di uccidere i suoi cari, anche se in realtà lo farà quasi subito. Si alleerà poi con i terrestri per rivelare il piano del Generale Shao di rovesciare Sindel dal trono.

## Apparizioni
- Mortal Kombat (1992) (personaggio segreto non giocabile)
- Mortal Kombat II
- Ultimate Mortal Kombat 3
- Mortal Kombat Trilogy
- Mortal Kombat Advance
- Mortal Kombat 4
- Mortal Kombat Gold
- Mortal Kombat: Deadly Alliance
- Mortal Kombat: Tournament Edition
- Mortal Kombat: Deception (cameo giocabile per mezzo di un glitch)
- Mortal Kombat: Unchained (cameo giocabile per mezzo di un glitch)
- Mortal Kombat: Armageddon
- Mortal Kombat: Shaolin Monks
- Mortal Kombat (2011)
- Mortal Kombat X
- Mortal Kombat 1 (2023)